# Rheomys thomasi
Rheomys thomasi är en däggdjursart som beskrevs av Donald Ryder Dickey 1928. Rheomys thomasi ingår i släktet vattenmöss, och familjen hamsterartade gnagare. IUCN kategoriserar arten globalt som nära hotad. Inga underarter finns listade i Catalogue of Life.
Arten når en absolut längd av 21 till 27 cm, inklusive en 11 till 14 cm lång svans. Den väger cirka 40 g. Pälsen har på ovansidan en mörkbrun färg och undersidan är gråaktig. Även svansen är mörk på ovansidan och ljusare grå på undersidan. Rheomys thomasi har en robust kropp och små öron.
Denna gnagare förekommer i södra Mexiko, Honduras, Guatemala och El Salvador. Den vistas i regioner som ligger 400 till 2700 meter över havet. Habitatet utgörs av skogar och av andra landskap. Där lever arten vid vattendrag.
Arten äter vattenlevande insekter och olika andra små djur som lever i vattnet, bland annat grodor, kräftdjur, fiskar, fåglar och andra gnagare. Individerna är aktiva på natten. Troligen föds två ungar per kull.